# Quảng trường Václav

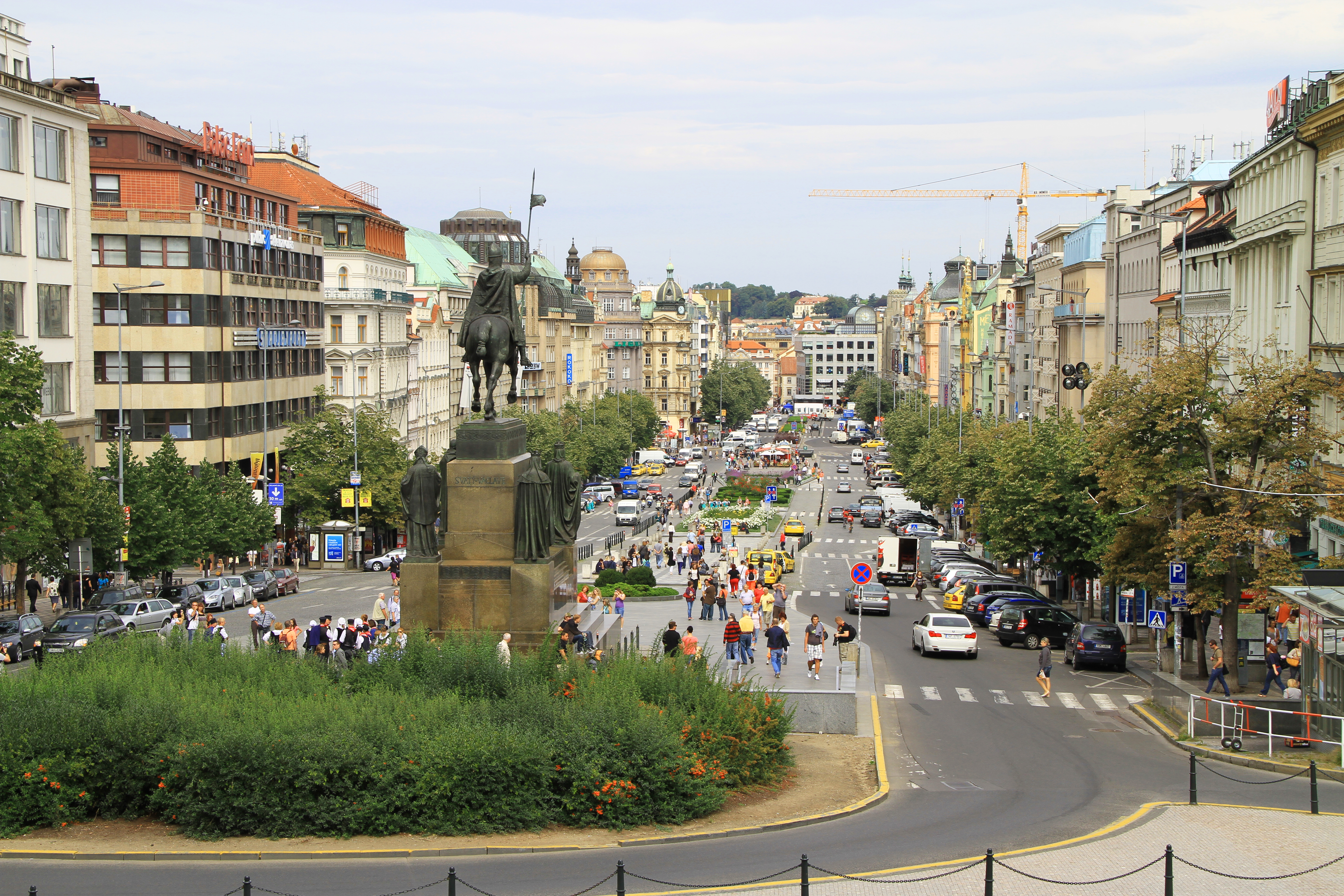
Quảng trường Václav, nhìn từ đầu đông nam

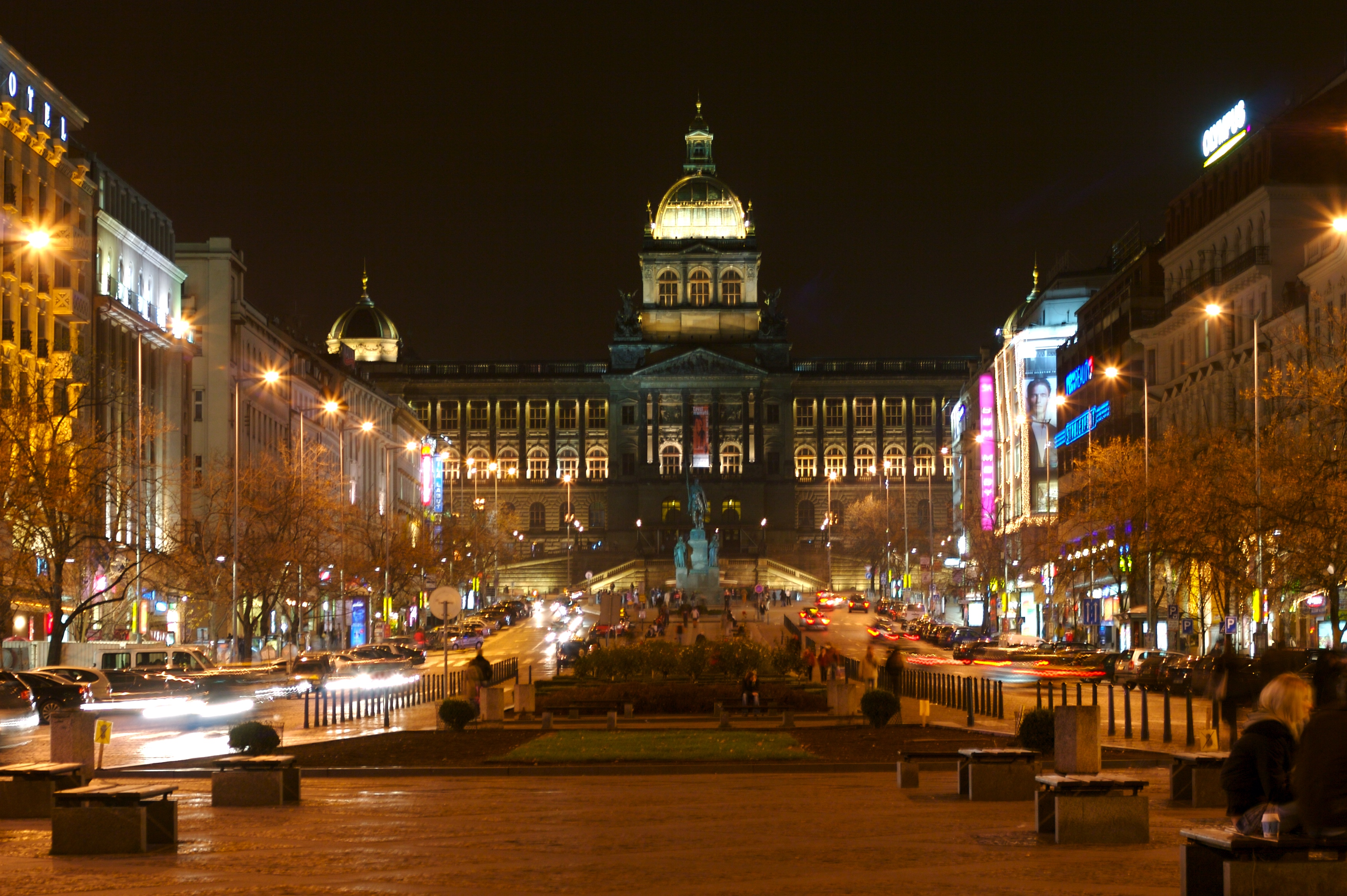
Phần trên của Quảng trường Václav về đêm

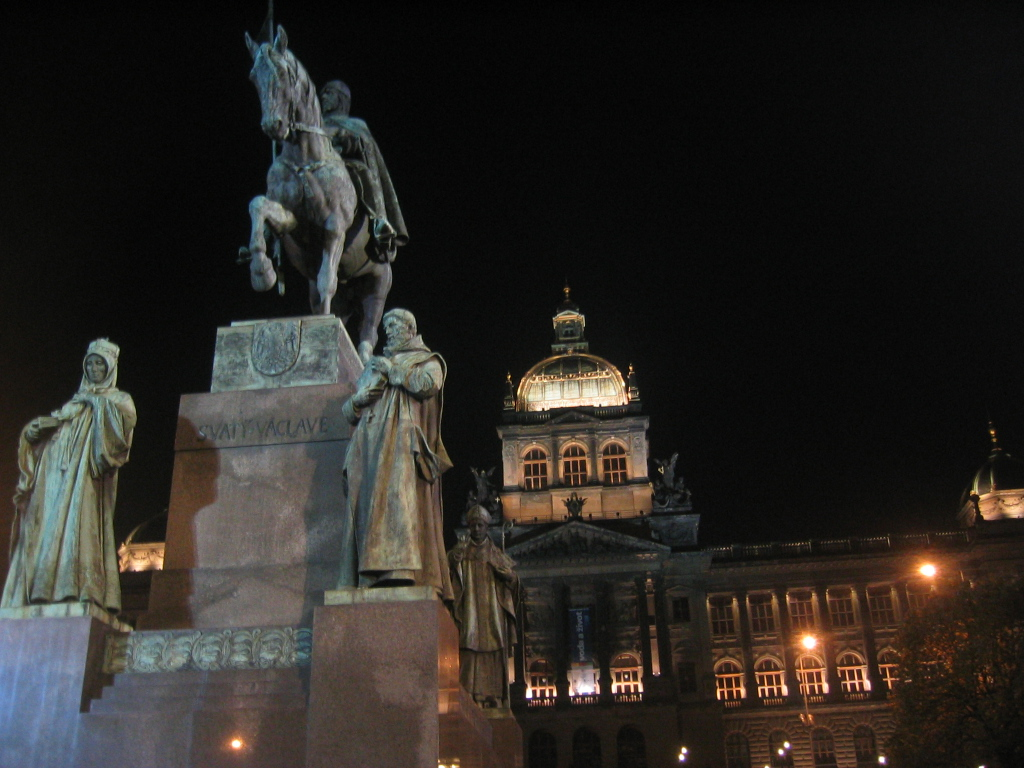
Tượng Václav và bảo tàng viện quốc gia về đêm

Quảng trường Václav (tiếng Séc: Václavské náměstí) là một trong những quảng trường chính của thành phố và trung tâm kinh doanh và văn hóa cộng đồng ở phố mới của Praha, Cộng hòa Séc. Nhiều sự kiện lịch sử xảy ra ở đó, và nó là một khung cảnh truyền thống cho các cuộc biểu tình, lễ kỷ niệm, và các cuộc tụ họp công cộng khác. Quảng trường được đặt tên theo Thánh Václav, vị thánh bảo trợ của Bohemia. Nó là một phần của trung tâm lịch sử của Prague, một Di sản Thế giới.
Trước đây nó được gọi là Koňský TRH (chợ buôn ngựa), nơi thị trường mua bán ngựa được tổ chức định kỳ trong suốt thời Trung Cổ, năm 1848 theo đề nghị của Karel Havlíček Borovský nó được đổi tên thành Svatováclavské náměstí (Quảng trường thánh Václav).